# Methyltrioxorhenium
Methyltrioxorhenium (MTO) ist eine chemische Verbindung des Rheniums. Sie zählt zu den metallorganischen Verbindungen. Methyltrioxorhenium kann als Katalysator in einer Vielzahl von Reaktionen der organischen Chemie verwendet werden. 

## Gewinnung und Darstellung
Die Herstellung von Methyltrioxorhenium (MTO) und seiner Formelanaloga geht meist von Rhenium(VII)-oxid aus. Dieses wird mit organischen Zinnverbindungen wie Tetramethylzinn zu Methyltrioxorhenium umgesetzt.
Da bei dieser Synthese das Rhenium(VII)-oxid nicht vollständig zu MTO umgesetzt wird und man außerdem auf das giftige Tetramethylzinn angewiesen ist, wurden alternativen Zugänge entwickelt, so zum Beispiel – am einfachsten und effizientesten – aus Rhenium(VII)-oxid (Dirheniumheptoxid) mit dem leicht zugänglichen Methylzinkacetat.

## Eigenschaften

### Physikalische Eigenschaften
Methyltrioxorhenium ist im Vergleich zu anderen metallorganischen Verbindungen thermisch außergewöhnlich stabil. Es lässt sich ohne Zersetzung sublimieren und zersetzt sich erst bei Temperaturen >300 °C. Sublimiertes Methyltrioxorhenium kristallisiert in charakteristischen farblosen Nadeln.

### Chemische Eigenschaften
Methyltrioxorhenium reagiert bei Raumtemperatur nicht mit Wasser, Sauerstoff oder organischen Lösungsmitteln. In warmem Wasser bildet sich ein goldfarbener, polymerer, elektrisch leitfähiger Feststoff mit oktaedrisch koordinierten Metallzentren.

## Verwendung
Methyltrioxorhenium dient als Katalysator in mehreren Reaktionen der organischen Chemie. So katalysiert es hocheffizient die Oxidation von Olefinen mit Hilfe von Wasserstoffperoxid zu Epoxiden. Dabei bildet MTO mit Wasserstoffperoxid zunächst einen Peroxo-Komplex. Von diesem wird dann ein Sauerstoffatom auf das Olefin übertragen und es bildet sich das Epoxid.
Eine weitere Reaktion, die durch Methyltrioxorhenium katalysiert wird, ist die Umsetzung von Aldehyden mit Triphenylphosphin und Diazoverbindungen zu Olefinen. Es ist ebenfalls möglich, Metathesereaktionen mit Hilfe von Methyltrioxorhenium, das auf Aluminiumoxid aufgetragen wurde, als Katalysator durchzuführen. Auch die katalytische Herstellung von Vitamin K3 mithilfe von MTO als Katalysator ist beschrieben.